# Johann Baptist Ceschi a Santa Croce
Fra' Johann Baptist Ceschi a Santa Croce, Graf zu Cavedine, auch Fra′ Giovanni Battista Ceschi a Santa Croce, conte di Cavedine (* 21. Februar 1827 in Venedig; † 24. Januar 1905 in Rom) war ein österreichischer Adeliger italienischer Abstammung und vom 28. März 1879 bis zu seinem Tod der 74. Großmeister des Malteserordens. Er gehörte dem italienischen Adelsgeschlecht Ceschi a Santa Croce (Grafenstand 1570) an.

## Biographie
Fra' Johann Baptist Ceschi a Santa Croce, Graf zu Cavedine war ab 1872 der gewählte Nachfolger von Fra′ Alessandro Borgia (1783–1872) als Luogotenente del magisterio (Statthalter des Großmagisteriums), bis Papst Leo XIII. mit der Bulle Inclytum antiquitate originis vom 28. März 1879 die Würde des Großmeisters wiederherstellte, die es seit dem Tode des letzten Großmeisters Giovanni Battista Tommasi im Jahre 1805 im Orden nicht mehr gab, und Ceschi damit bekleidete.
Nachdem sich der Malteserorden ab dem 11. Juni 1798 nach dem Verlust von Malta vorübergehend nach Messina, Catania und im Jahr 1826 nach Ferrara zurückgezogen hatte, ließ er sich 1834 endgültig in Rom nieder, wo er das seit 1869 unter dem Schutz der Exterritorialität stehende Großmeisterpalais in der Via Condotti 68 und die Villa auf dem Aventin besitzt.
1880 wurde Ceschi a Santa Croce (und seinen Nachfolgern im Großmeistertum) seitens Kaiser Franz Josephs I. in Wien der Rang eines Fürsten verliehen.
Er initiierte die Gründung der nationalen Vereinigungen der Laien des Ordens (Ritter ohne Profess). Daraufhin entstanden die nationalen Assoziationen des Ordens.